# Super League w piłce siatkowej mężczyzn (2022/2023)
Super League 2022/2023 – 44. sezon rozgrywek o ligowe mistrzostwo Anglii zorganizowany przez stowarzyszenie Volleyball England. Zainaugurowany został 1 października 2022 roku i trwał do 8 kwietnia 2023 roku.
W rozgrywkach brało udział 10 drużyn. W porównaniu z poprzednim sezonem do najwyższej klasy rozgrywkowej dołączył mistrz Division 1 – University of Nottingham. Zespoły rozegrały między sobą po dwa mecze systemem kołowym.
Po raz drugi mistrzem najwyższej siatkarskiej ligi angielskiej został klub Durham Palatinates. Drugie miejsce zajął zespół Malory Eagles UEL, natomiast trzecie – Richmond Docklands. Do Division 1 spadł zespół Sheffield Hallam.

## System rozgrywek
W Super League w sezonie 2022/2023 uczestniczyło 10 drużyn. Rozegrały one między sobą po dwa spotkania systemem kołowym (mecz u siebie i rewanż na wyjeździe). O ostatecznej klasyfikacji decydowało miejsce zajęte przez poszczególne drużyny w tabeli po rozegraniu wszystkich meczów. Zespół, który zajął 9. miejsce, trafił do baraży, natomiast ta, która zajęła 10. miejsce – spadła do niższej ligi (Division 1).

## Drużyny uczestniczące
| | Super League 2022/2023   |   |
| --- | ------------------------ | - |
| DUR | Durham Palatinates       | 1 |
| EAG | Malory Eagles UEL        | 2 |
| DOC | Richmond Docklands       | 3 |
| NCS | Newcastle Staffs         | 4 |
| POL | IBB Polonia London       | 5 |
| SUN | Team Sunderland          | 6 |
| ESS | Essex Rebels             | 7 |
| SHE | Sheffield Hallam         | 8 |
| LDG | Leeds Gorse              | 9 |
| | Awans z Division 1       |   |
| UoN | University of Nottingham | 1 |
| Oznaczenia: - kolumna pierwsza – skróty nazw drużyn wpisane na mapie (jeśli ta została zamieszczona), - kolumna trzecia – miejsce zajęte przez daną drużynę w poprzednim sezonie. |                          |   |

## Rozgrywki

### Tabela wyników
| Gospodarz \ Gość1        | DUR | EAG | DOC | NCS | POL | SUN | ESS | SHE | LDG | UoN |
| ------------------------ | --- | --- | --- | --- | --- | --- | --- | --- | --- | --- |
| Durham Palatinates       | -   | 3:0 | 3:1 | 3:0 | 3:0 | 3:0 | 3:0 | 3:0 | 3:0 | 3:0 |
| Malory Eagles UEL        | 3:2 | -   | 3:2 | 3:2 | 2:3 | 3:0 | 3:0 | 3:0 | 3:0 | 3:1 |
| Richmond Docklands       | 1:3 | 0:3 | -   | 2:3 | 2:3 | 3:2 | 3:0 | 3:0 | 3:1 | 3:2 |
| Newcastle Staffs         | 1:3 | 3:2 | 3:2 | -   | 0:3 | 3:2 | 3:2 | 3:1 | 3:0 | 1:3 |
| IBB Polonia London       | 1:3 | 3:2 | 3:2 | 3:1 | -   | 3:1 | 3:0 | 3:1 | 3:0 | 3:0 |
| Team Sunderland          | 1:3 | 0:3 | 0:3 | 3:0 | 0:3 | -   | 2:3 | 3:1 | 3:2 | 0:3 |
| Essex Rebels             | 0:3 | 0:3 | 2:3 | 2:3 | 2:3 | 3:0 | -   | 3:0 | 3:0 | 0:3 |
| Sheffield Hallam         | 0:3 | 0:3 | 0:3 | 2:3 | 0:3 | 3:1 | 0:3 | -   | 1:3 | 1:3 |
| Leeds Gorse              | 1:3 | 0:3 | 1:3 | 0:3 | 0:3 | 3:0 | 1:3 | 3:0 | -   | 3:2 |
| University of Nottingham | 1:3 | 0:3 | 1:3 | 3:1 | 3:2 | 3:0 | 3:1 | 3:0 | 3:0 | -   |

Źródło: Volleyball England (ang.)
1 Drużyna gospodarzy jest wymieniona po lewej stronie tabeli.
Kolory:
  zwycięstwo gospodarzy 3:0 lub 3:1
  zwycięstwo gospodarzy 3:2
  zwycięstwo gości 3:0 lub 3:1
  zwycięstwo gości 3:2

### Terminarz i wyniki spotkań
| Data       | Godz. | Gospodarz                | Rezultat                                | Gość                     |
| ---------- | ----- | ------------------------ | --------------------------------------- | ------------------------ |
| TYDZIEŃ 1  |       |                          |                                         |                          |
| 01.10.2022 | 12:30 | University of Nottingham | 0:3 (17:25, 22:25, 26:28)               | Malory Eagles UEL        |
| 01.10.2022 | 16:30 | Richmond Docklands       | 2:3 (22:25, 25:23, 23:25, 25:17, 11:15) | Newcastle Staffs         |
| TYDZIEŃ 2  |       |                          |                                         |                          |
| 15.10.2022 | 12:00 | Malory Eagles UEL        | 3:2 (22:25, 19:25, 27:25, 25:21, 15:11) | Richmond Docklands       |
| 15.10.2022 | 13:30 | Sheffield Hallam         | 1:3 (17:25, 26:24, 22:25, 20:25)        | University of Nottingham |
| 15.10.2022 | 15:00 | Newcastle Staffs         | 3:0 (25:19, 25:13, 25:20)               | Leeds Gorse              |
| 15.10.2022 | 16:30 | Durham Palatinates       | 3:0 (25:12, 25:20, 27:25)               | Essex Rebels             |
| TYDZIEŃ 3  |       |                          |                                         |                          |
| 22.10.2022 | 14:30 | Malory Eagles UEL        | 3:0 (25:17, 25:12, 25:22)               | Team Sunderland          |
| 22.10.2022 | 16:00 | University of Nottingham | 1:3 (21:25, 20:25, 25:15, 23:25)        | Durham Palatinates       |
| 22.10.2022 | 16:30 | Richmond Docklands       | 3:0 (30:28, 25:18, 25:23)               | Sheffield Hallam         |
| 22.10.2022 | 16:30 | IBB Polonia London       | 3:1 (23:25, 25:22, 25:22, 25:22)        | Newcastle Staffs         |
| 23.10.2022 | 15:00 | Essex Rebels             | 3:0 (25:19, 25:21, 25:21)               | Team Sunderland          |
| TYDZIEŃ 4  |       |                          |                                         |                          |
| 29.10.2022 | 13:00 | University of Nottingham | 3:1 (25:19, 25:18, 21:25, 25:19)        | Newcastle Staffs         |
| 29.10.2022 | 13:30 | Sheffield Hallam         | 1:3 (23:25, 25:23, 17:25, 18:25)        | Leeds Gorse              |
| 29.10.2022 | 14:30 | Malory Eagles UEL        | 2:3 (25:21, 21:25, 25:19, 28:30, 14:16) | IBB Polonia London       |
| 29.10.2022 | 16:30 | Richmond Docklands       | 3:0 (26:24, 25:12, 25:18)               | Essex Rebels             |
| 30.10.2022 | 13:30 | Sheffield Hallam         | 2:3 (29:27, 25:27, 26:28, 25:23, 12:15) | Newcastle Staffs         |
| TYDZIEŃ 5  |       |                          |                                         |                          |
| 05.11.2022 | 15:00 | Newcastle Staffs         | 3:2 (18:25, 25:22, 17:25, 25:20, 15:13) | Malory Eagles UEL        |
| 05.11.2022 | 15:00 | Leeds Gorse              | 1:3 (25:22, 20:25, 17:25, 12:25)        | Durham Palatinates       |
| 05.11.2022 | 16:30 | IBB Polonia London       | 3:1 (23:25, 25:12, 25:17, 25:14)        | Sheffield Hallam         |
| 06.11.2022 | 12:30 | Leeds Gorse              | 0:3 (17:25, 18:25, 16:25)               | IBB Polonia London       |
| 06.11.2022 | 16:00 | Team Sunderland          | 0:3 (25:27, 17:25, 19:25)               | University of Nottingham |
| TYDZIEŃ 6  |       |                          |                                         |                          |
| 19.11.2022 | 12:15 | Malory Eagles UEL        | 3:0 (25:21, 25:9, 25:20)                | Leeds Gorse              |
| 19.11.2022 | 12:30 | University of Nottingham | 1:3 (21:25, 21:25, 25:23, 25:27)        | Richmond Docklands       |
| 19.11.2022 | 14:45 | Durham Palatinates       | 3:0 (25:19, 25:17, 26:24)               | IBB Polonia London       |
| 20.11.2022 | 12:30 | Essex Rebels             | 3:0 (25:22, 25:23, 25:21)               | Leeds Gorse              |
| 20.11.2022 | 14:45 | Durham Palatinates       | 3:0 (25:15, 25:23, 25:13)               | Sheffield Hallam         |
| TYDZIEŃ 7  |       |                          |                                         |                          |
| 26.11.2022 | 14:45 | Durham Palatinates       | 3:1 (25:18, 19:25, 25:17, 25:21)        | Richmond Docklands       |
| 26.11.2022 | 15:00 | Leeds Gorse              | 3:2 (15:25, 25:23, 16:25, 25:23, 15:12) | University of Nottingham |
| 26.11.2022 | 16:30 | IBB Polonia London       | 3:0 (25:17, 25:21, 25:14)               | Essex Rebels             |
| 27.11.2022 | 13:00 | Team Sunderland          | 0:3 (13:25, 21:25, 16:25)               | Richmond Docklands       |
| 27.11.2022 | 15:00 | Essex Rebels             | 2:3 (25:22, 13:25, 27:25, 10:25, 13:15) | IBB Polonia London       |
| TYDZIEŃ 8  |       |                          |                                         |                          |
| 03.12.2022 | 14:45 | Durham Palatinates       | 3:0 (25:23, 25:17, 25:17)               | Malory Eagles UEL        |
| 03.12.2022 | 15:30 | University of Nottingham | 3:2 (26:24, 25:18, 15:25, 24:26, 15:9)  | IBB Polonia London       |
| 04.12.2022 | 13:00 | Team Sunderland          | 0:3 (16:25, 15:25, 12:25)               | Malory Eagles UEL        |
| 04.12.2022 | 13:30 | Sheffield Hallam         | 0:3 (16:25, 21:25, 13:25)               | IBB Polonia London       |
| TYDZIEŃ 9  |       |                          |                                         |                          |
| 10.12.2022 | 12:00 | Malory Eagles UEL        | 3:0 (29:27, 25:14, 25:11)               | Essex Rebels             |
| 10.12.2022 | 13:30 | Sheffield Hallam         | 0:3 (14:25, 15:25, 15:25)               | Durham Palatinates       |
| 10.12.2022 | 16:00 | Newcastle Staffs         | 1:3 (25:17, 23:25, 24:26, 19:25)        | University of Nottingham |
| 10.12.2022 | 17:00 | IBB Polonia London       | 3:2 (24:26, 25:20, 25:17, 25:27, 15:6)  | Richmond Docklands       |
| 11.12.2022 | 12:30 | Essex Rebels             | 0:3 (19:25, 16:25, 10:25)               | Durham Palatinates       |
| 11.12.2022 | 15:30 | Team Sunderland          | 3:2 (25:22, 20:25, 25:17, 18:25, 15:9)  | Leeds Gorse              |
| TYDZIEŃ 10 |       |                          |                                         |                          |
| 14.01.2023 | 14:30 | Malory Eagles UEL        | 3:0 (25:17, 25:13, 25:15)               | Sheffield Hallam         |
| 14.01.2023 | 14:45 | Durham Palatinates       | 3:0 (25:14, 25:15, 25:23)               | Team Sunderland          |
| 14.01.2023 | 15:00 | Newcastle Staffs         | 3:2 (25:18, 23:25, 25:23, 22:25, 15:11) | Richmond Docklands       |
| 14.01.2023 | 16:30 | IBB Polonia London       | 3:0 (25:20, 25:17, 25:15)               | Leeds Gorse              |
| 15.01.2023 | 13:30 | Essex Rebels             | 3:0 (25:20, 25:18, 25:17)               | Sheffield Hallam         |
| 15.01.2023 | 14:00 | Richmond Docklands       | 3:1 (25:14, 25:18, 27:29, 25:10)        | Leeds Gorse              |
| 15.01.2023 | 16:00 | Team Sunderland          | 1:3 (27:25, 15:25, 20:25, 14:25)        | Durham Palatinates       |
| TYDZIEŃ 11 |       |                          |                                         |                          |
| 21.01.2023 | 12:00 | Malory Eagles UEL        | 3:2 (20:25, 25:23, 28:30, 27:25, 15:12) | Durham Palatinates       |
| 21.01.2023 | 13:00 | University of Nottingham | 3:0 (25:17, 27:25, 25:14)               | Sheffield Hallam         |
| 21.01.2023 | 15:00 | Leeds Gorse              | 0:3 (20:25, 21:25, 19:25)               | Newcastle Staffs         |
| 22.01.2023 | 12:30 | Team Sunderland          | 0:3 (12:25, 12:25, 13:25)               | IBB Polonia London       |
| TYDZIEŃ 12 |       |                          |                                         |                          |
| 04.02.2023 | 15:00 | Newcastle Staffs         | 3:2 (25:13, 25:21, 16:25, 20:25, 15:11) | Team Sunderland          |
| 04.02.2023 | 15:00 | Essex Rebels             | 0:3 (20:25, 16:25, 21:25)               | University of Nottingham |
| TYDZIEŃ 13 |       |                          |                                         |                          |
| 11.02.2023 | 13:30 | Sheffield Hallam         | 0:3 (19:25, 19:25, 19:25)               | Essex Rebels             |
| 11.02.2023 | 14:45 | Durham Palatinates       | 3:0 (25:18, 25:21, 25:21)               | University of Nottingham |
| 11.02.2023 | 16:00 | Newcastle Staffs         | 0:3 (18:25, 12:25, 18:25)               | IBB Polonia London       |
| 12.02.2023 | 12:30 | Team Sunderland          | 2:3 (25:19, 22:25, 24:26, 25:21, 12:15) | Essex Rebels             |
| TYDZIEŃ 14 |       |                          |                                         |                          |
| 18.02.2023 | 15:00 | Newcastle Staffs         | 1:3 (23:25, 19:25, 25:23, 14:25)        | Durham Palatinates       |
| 18.02.2023 | 16:00 | University of Nottingham | 3:1 (25:20, 23:25, 25:20, 25:21)        | Essex Rebels             |
| 18.02.2023 | 16:30 | Richmond Docklands       | 0:3 (18:25, 22:25, 23:25)               | Malory Eagles UEL        |
| 18.02.2023 | 16:30 | IBB Polonia London       | 3:1 (25:16, 25:13, 20:25, 25:17)        | Team Sunderland          |
| 19.02.2023 | 14:00 | Richmond Docklands       | 3:2 (25:22, 25:18, 14:25, 20:25, 15:13) | Team Sunderland          |
| 19.02.2023 | 16:00 | Essex Rebels             | 2:3 (23:25, 25:17, 25:23, 14:25, 9:15)  | Newcastle Staffs         |
| TYDZIEŃ 15 |       |                          |                                         |                          |
| 04.03.2023 | 12:00 | Malory Eagles UEL        | 3:2 (22:25, 23:25, 25:14, 25:22, 15:11) | Newcastle Staffs         |
| 04.03.2023 | 12:45 | University of Nottingham | 3:0 (25:20, 25:22, 25:16)               | Team Sunderland          |
| 04.03.2023 | 14:45 | Durham Palatinates       | 3:0 (25:16, 25:18, 25:19)               | Leeds Gorse              |
| 05.03.2023 | 13:30 | Sheffield Hallam         | 3:1 (18:25, 25:14, 25:23, 25:18)        | Team Sunderland          |
| 05.03.2023 | 15:00 | Essex Rebels             | 2:3 (25:27, 22:25, 25:19, 25:16, 10:15) | Richmond Docklands       |
| TYDZIEŃ 16 |       |                          |                                         |                          |
| 11.03.2023 | 15:00 | Leeds Gorse              | 1:3 (23:25, 25:27, 25:19, 15:25)        | Essex Rebels             |
| 11.03.2023 | 15:00 | Newcastle Staffs         | 3:1 (25:16, 25:15, 21:25, 25:18)        | Sheffield Hallam         |
| 11.03.2023 | 16:30 | Richmond Docklands       | 3:2 (24:26, 25:15, 25:19, 21:25, 15:12) | University of Nottingham |
| 11.03.2023 | 16:30 | IBB Polonia London       | 1:3 (19:25, 19:25, 26:24, 16:25)        | Durham Palatinates       |
| 12.03.2023 | 14:00 | Richmond Docklands       | 1:3 (25:20, 20:25, 16:25, 19:25)        | Durham Palatinates       |
| 12.03.2023 | 15:00 | Leeds Gorse              | 3:0 (26:24, 25:18, 25:23)               | Sheffield Hallam         |
| TYDZIEŃ 17 |       |                          |                                         |                          |
| 18.03.2023 | 13:30 | Sheffield Hallam         | 0:3 (17:25, 19:25, 17:25)               | Malory Eagles UEL        |
| 18.03.2023 | 14:45 | Durham Palatinates       | 3:0 (25:22, 25:19, 25:22)               | Newcastle Staffs         |
| 18.03.2023 | 15:45 | University of Nottingham | 3:0 (25:20, 25:9, 25:22)                | Leeds Gorse              |
| 19.03.2023 | 12:30 | Team Sunderland          | 3:0 (25:18, 25:19, 25:22)               | Newcastle Staffs         |
| 19.03.2023 | 15:00 | Leeds Gorse              | 0:3 (13:25, 16:25, 13:25)               | Malory Eagles UEL        |
| TYDZIEŃ 18 |       |                          |                                         |                          |
| 25.03.2023 | 12:30 | Leeds Gorse              | 1:3 (17:25, 14:25, 26:24, 22:25)        | Richmond Docklands       |
| 25.03.2023 | 16:30 | IBB Polonia London       | 3:0 (25:19, 25:23, 25:17)               | University of Nottingham |
| 25.03.2023 | 17:30 | Newcastle Staffs         | 3:2 (20:25, 23:25, 25:21, 25:22, 15:13) | Essex Rebels             |
| 26.03.2023 | 13:30 | Sheffield Hallam         | 0:3 (21:25, 17:25, 11:25)               | Richmond Docklands       |
| 26.03.2023 | 14:45 | Malory Eagles UEL        | 3:1 (25:20, 25:21, 23:25, 27:25)        | University of Nottingham |
| TYDZIEŃ 19 |       |                          |                                         |                          |
| 01.04.2023 | 12:30 | Leeds Gorse              | 3:0 (25:17, 25:23, 25:17)               | Team Sunderland          |
| 01.04.2023 | 18:30 | Richmond Docklands       | 2:3 (21:25, 25:15, 20:25, 26:24, 15:17) | IBB Polonia London       |
| 02.04.2023 | 12:00 | Essex Rebels             | 0:3 (23:25, 21:25, 20:25)               | Malory Eagles UEL        |
| 02.04.2023 | 15:30 | Team Sunderland          | 3:1 (25:21, 23:25, 25:20, 25:20)        | Sheffield Hallam         |
| TYDZIEŃ 20 |       |                          |                                         |                          |
| 08.04.2023 | 16:30 | IBB Polonia London       | 3:2 (25:20, 19:25, 20:25, 25:19, 15:10) | Malory Eagles UEL        |

### Tabela
| Lp. | Drużyna                  | Pkt | Mecze | Mecze | Mecze | Rodzaj wyniku | Rodzaj wyniku | Rodzaj wyniku | Rodzaj wyniku | Rodzaj wyniku | Rodzaj wyniku | Sety | Sety | Sety  | Małe punkty | Małe punkty | Małe punkty |
| Lp. | Drużyna                  | Pkt | M     | W     | P     | 3:0           | 3:1           | 3:2           | 2:3           | 1:3           | 0:3           | wyg. | prz. | stos. | zdob.       | str.        | stos.       |
| --- | ------------------------ | --- | ----- | ----- | ----- | ------------- | ------------- | ------------- | ------------- | ------------- | ------------- | ---- | ---- | ----- | ----------- | ----------- | ----------- |
| 1   | Durham Palatinates (M)   | 52  | 18    | 17    | 1     | 10            | 7             | 0             | 1             | 0             | 0             | 53   | 10   | 5.3   | 1541        | 1218        | 1.27        |
| 2   | Malory Eagles UEL        | 42  | 18    | 14    | 4     | 10            | 1             | 3             | 3             | 0             | 1             | 48   | 19   | 2.53  | 1564        | 1328        | 1.18        |
| 3   | IBB Polonia London       | 41  | 18    | 15    | 3     | 7             | 3             | 5             | 1             | 1             | 1             | 48   | 22   | 2.18  | 1605        | 1362        | 1.18        |
| 4   | Richmond Docklands       | 32  | 18    | 10    | 8     | 4             | 3             | 3             | 5             | 2             | 1             | 42   | 33   | 1.27  | 1660        | 1578        | 1.05        |
| 5   | University of Nottingham | 31  | 18    | 10    | 8     | 5             | 4             | 1             | 2             | 3             | 3             | 37   | 30   | 1.23  | 1531        | 1452        | 1.05        |
| 6   | Newcastle Staffs         | 24  | 18    | 10    | 8     | 2             | 1             | 7             | 1             | 4             | 3             | 36   | 39   | 0.92  | 1606        | 1633        | 0.98        |
| 7   | Essex Rebels             | 21  | 18    | 6     | 12    | 4             | 1             | 1             | 4             | 1             | 7             | 27   | 39   | 0.69  | 1366        | 1492        | 0.92        |
| 8   | Leeds Gorse              | 12  | 18    | 4     | 14    | 2             | 1             | 1             | 1             | 4             | 9             | 18   | 45   | 0.4   | 1232        | 1485        | 0.83        |
| 9   | Team Sunderland          | 11  | 18    | 3     | 15    | 1             | 1             | 1             | 3             | 3             | 9             | 18   | 48   | 0.38  | 1279        | 1514        | 0.84        |
| 10  | Sheffield Hallam         | 4   | 18    | 1     | 17    | 0             | 1             | 0             | 1             | 5             | 11            | 10   | 52   | 0.19  | 1200        | 1522        | 0.79        |

Źródło: Volleyball England (ang.)
Punktacja: 3:0 i 3:1 – 3 pkt; 3:2 – 2 pkt; 2:3 – 1 pkt; 1:3 i 0:3 – 0 pkt
Zasady ustalania kolejności: 1. liczba zdobytych punktów; 2. wyższy stosunek setów; 3. wyższy stosunek małych punktów; 4. lepszy bilans w meczach bezpośrednich
(M) – mistrzostwo
     Baraże
     Spadek do Division 1